# تپه اطراف شهر سوخته ۳۲۲
تپه اطراف شهر سوخته شماره ۳۲۲ در شهرستان زابل، بخش شیب آب، دهستان لوتک، روستای حومه شهر سوخته، ۲۲/۶۵۰ کیلومتری جنوب غرب پایگاه باستان‌شناسی شهر سوخته واقع شده و این اثر در تاریخ ۲۸ اسفند ۱۳۸۵ با شمارهٔ ثبت ۱۸۹۵۵ به‌عنوان یکی از آثار ملی ایران به ثبت رسیده است.